# Rêveur de Hurtebise
Rêveur de Hurtebise (né en 2001) est un cheval hongre de saut d'obstacles du studbook du cheval de sport belge (SBS) et de robe alezane. 

## Histoire

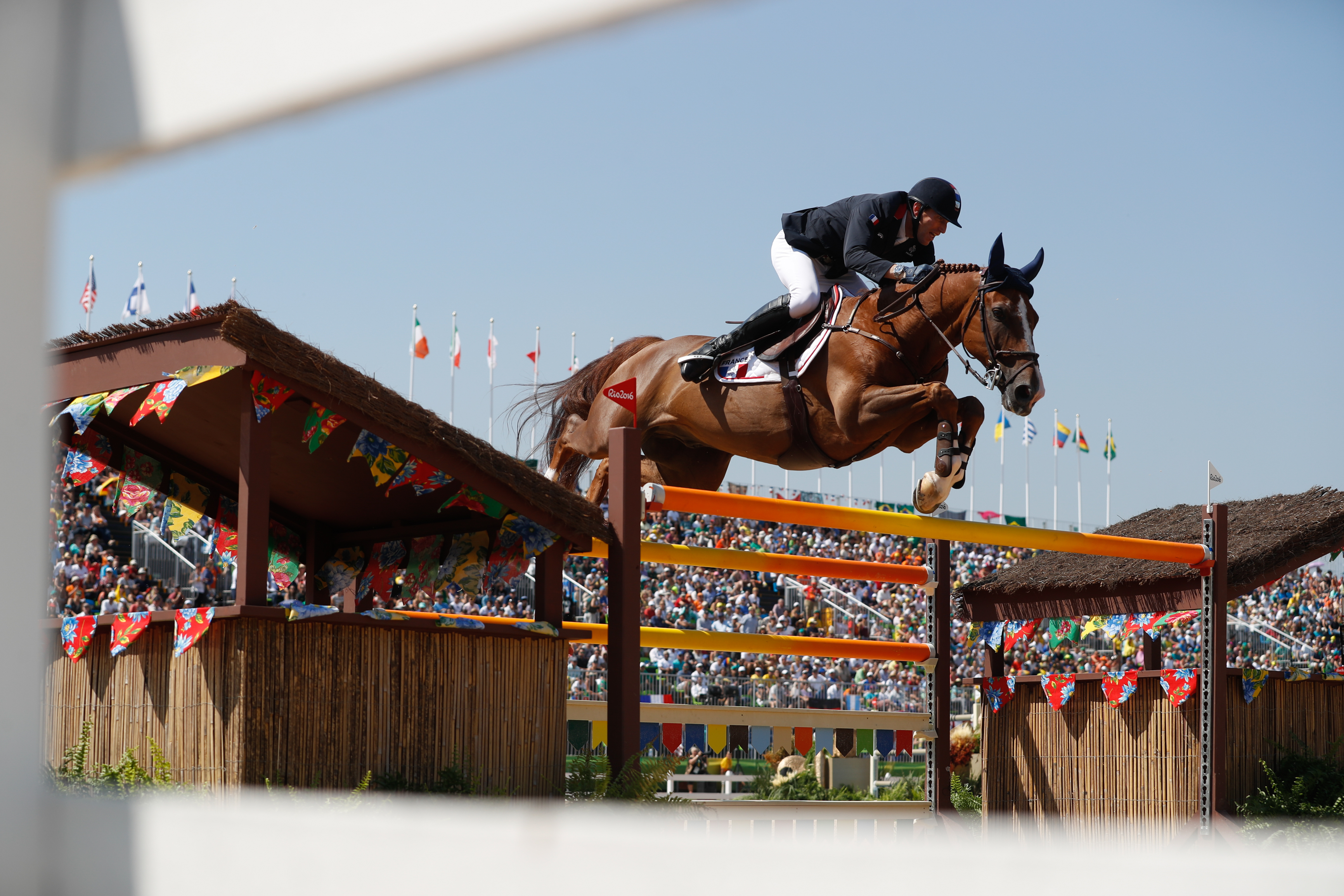
Rêveur de Hurtebise monté par Kevin Staut aux Jeux olympiques de Rio en 2016.

Rêveur naît à l'élevage de Hurtebise, situé à Soignies en Belgique, auquel il doit son nom. Il est acheté poulain par les Écuries d'Écaussinnes, en Belgique, qui le gardent jusqu'à ses 5 ans. Il est ensuite monté par la cavalière suédoise Malin Baryard-Johnsson, qui le fait sponsoriser par l'entreprise H&M (il est donc re-nommé H&M Rêveur de Hurtebise). Il est élu cheval de sport belge de l'année 2011.
Il rejoint début avril 2012 les écuries de Kevin Staut, le Haras des Coudrettes, ce qui entraîne une modification de son nom en « Rêveur de Hurtebise*HDC ». Le couple effectue sa première sortie au CSI**** d'Anvers. Il est vice-champion du monde par équipe aux Jeux équestres mondiaux de 2014 en Normandie. Il participe aux Jeux olympiques de Rio en 2016, décrochant une médaille d'or par équipe.
En 2019, il prend sa retraite sportive au CSIO de La Baule.
Le 12 mai 2025, le Haras des Coudrettes, où il passait sa retraite, annonce son décès à l’âge de 24 ans.

## Palmarès

### 2012
14e du classement mondial des chevaux d'obstacle établi par la WBFSH en octobre 2012.
- 3e du CSI 5*W de Lyon (1,55 m)
- 1er de la Coupe des Nations de Gijon
- 2e du Grand Prix CSIO 5* de Dublin
- 2e de la Coupe des Nations de Dublin
- 2e de la Coupe des Nations de Hickstead
- 2e du CSIO 5* de Hickstead (1,45 m)
- 1er du Grand Prix CSI 5*GCT de Monte Carlo

### 2014
94e du classement mondial des chevaux d'obstacle,
- Vice-champion du monde par équipe aux Jeux équestres mondiaux de 2014 en Normandie

### 2015
19e du classement mondial des chevaux d'obstacle.

### 2016
- Champion olympique par équipe aux Jeux olympiques d'été de 2016

## Origines
.